# عقب‌نشینی حکومت جمهوری چین به تایوان

پرچم جمهوری چین

عقب‌نشینی دولت جمهوری چین به تایوان (که همچنین به عنوان عقب‌نشینی کومینتانگ به تایوان، یا (در تایوان) به عنوان «عقب نشینی بزرگ» نیز شناخته می‌شود) به خروج بقایای دولت مورد شناسایی بین‌المللی جمهوری چین (ROC) تحت حاکمیت کومین تانگ اشاره دارد. به جزیره تایوان (فرمز) در دسامبر ۱۹۴۹ در پایان نبردهای فعال در جنگ داخلی چین.
سربازان جمهوری چین عمدتاً از استان‌های جنوب چین، به ویژه استان سیچوان، که آخرین موضع ارتش اصلی ROC در آنجا به وقوع پیوست، به تایوان گریختند. فرار به تایوان بیش از چهار ماه پس از اعلام تأسیس جمهوری خلق چین (PRC) در پکن توسط مائو زدونگ ۱ اکتبر ۱۹۴۹ رخ داد.
پس از عقب‌نشینی، رهبری ROC، به‌ویژه ژنرالیسیمو و رئیس‌جمهور چیانگ کای‌شک، برنامه داشتند که این عقب‌نشینی را تنها موقتی کنند، به این امید که نیروهای خود را دوباره جمع، تقویت و سرزمین اصلی را دوباره تسخیر کنند. این طرح که هرگز به نتیجه نرسید، به عنوان «پروژه افتخار ملی» شناخته شد و اولویت ملی جمهوری چین در تایوان شد. هنگامی که آشکار شد که چنین طرحی نمی‌تواند محقق شود، تمرکز ملی چین به نوسازی و توسعه اقتصادی تایوان معطوف شد. چین همچنان به ادعای حاکمیت انحصاری بر چین تحت حاکمیت ح‌ک‌چ ادامه می‌دهد.

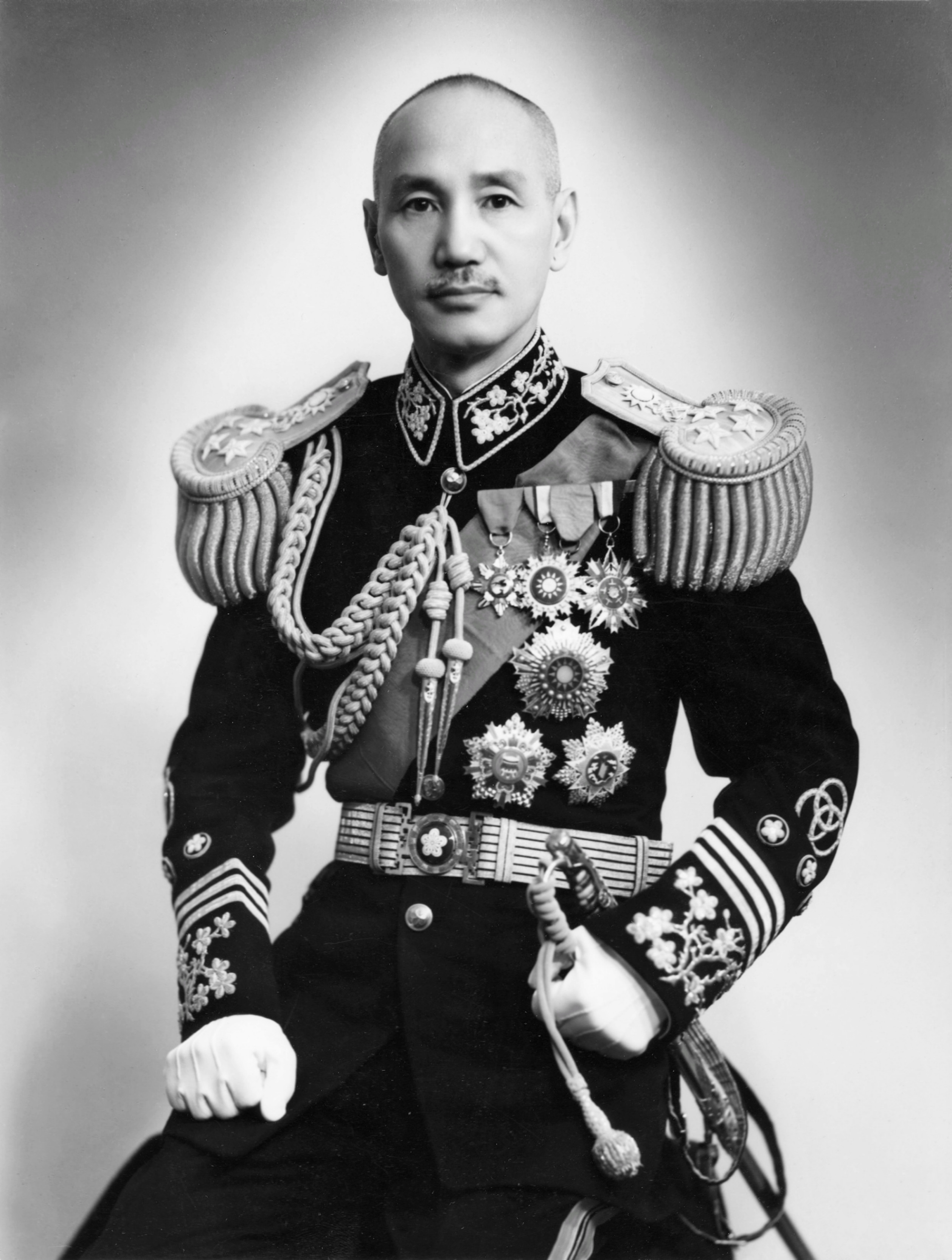
چیانگ کای شک، مردی که چین را از دست داد (۱۹۵۲)